# کنسپسیون، توکومان
کُنسپسیون (به اسپانیایی: Concepción) شهری در کشور آرژانتین، استان توکومان است که در سال ۲۰۰۹ میلادی، حدود ۴۶٬۵۶۱ نفر جمعیت داشته است.

## نگارخانه

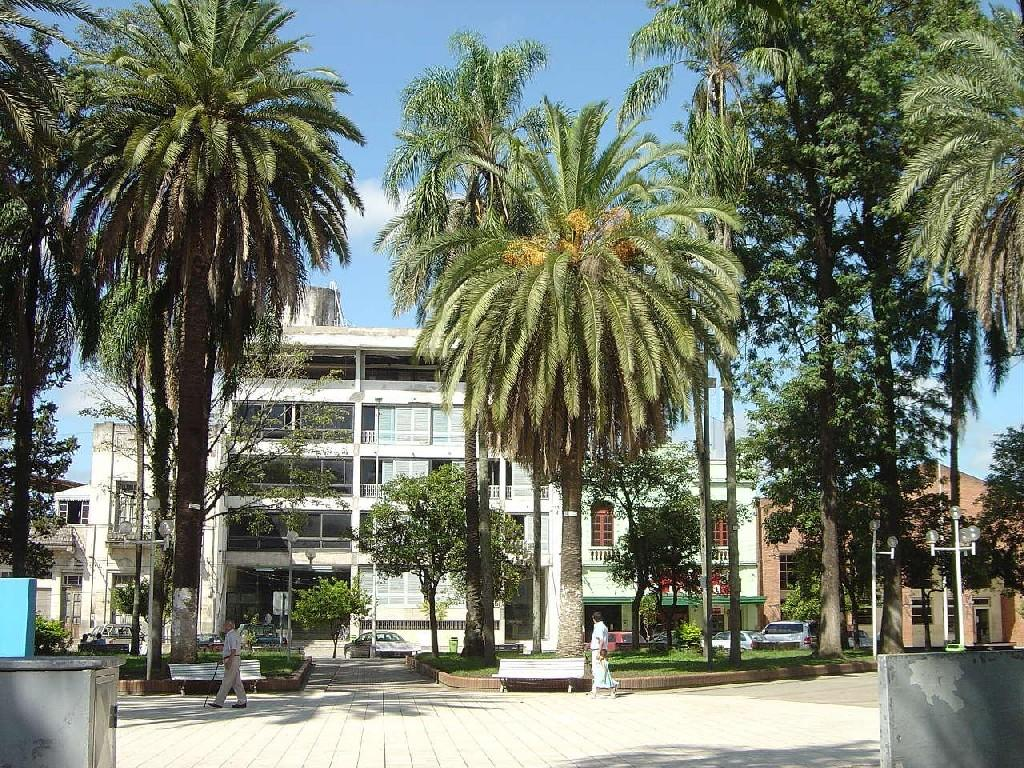
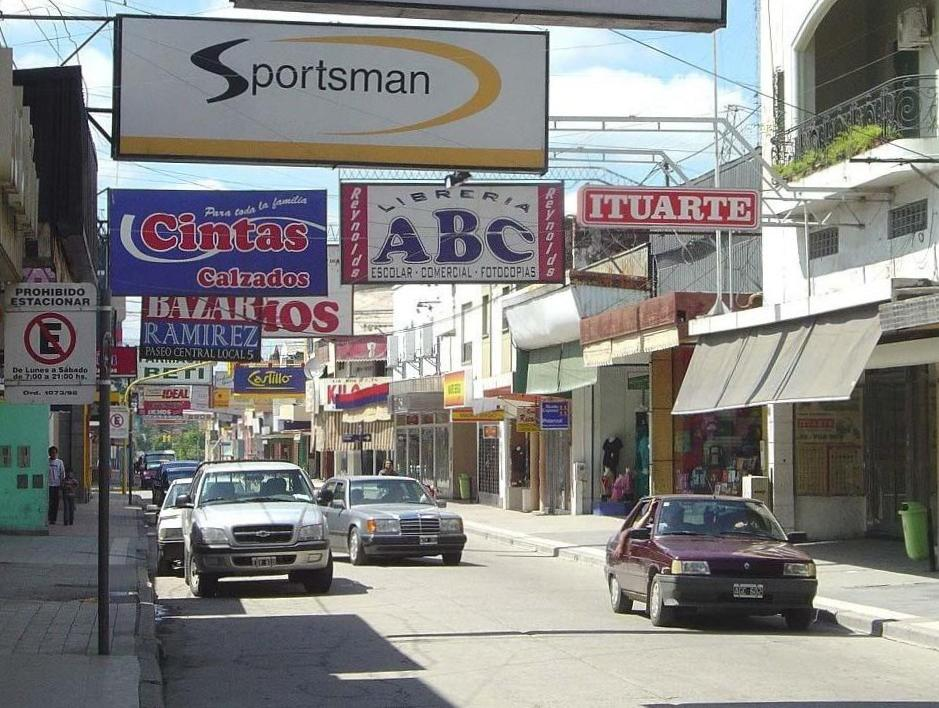
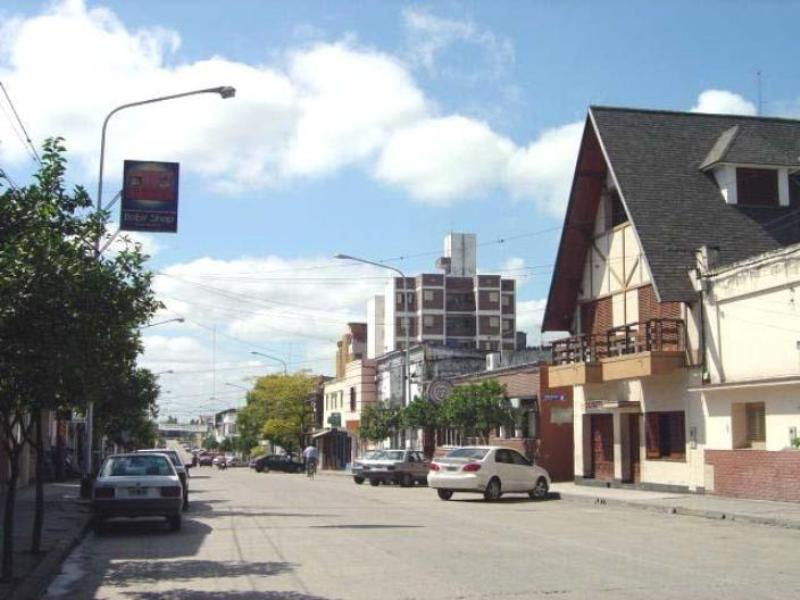
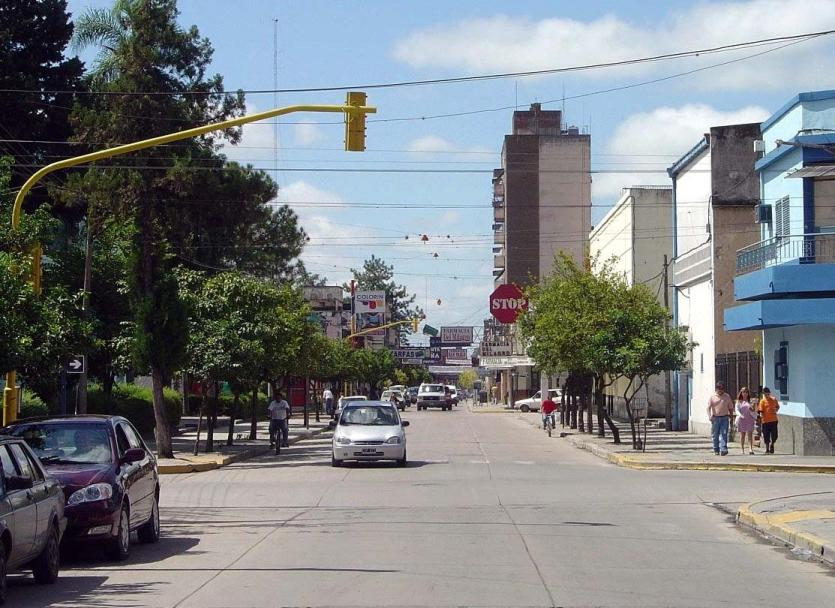
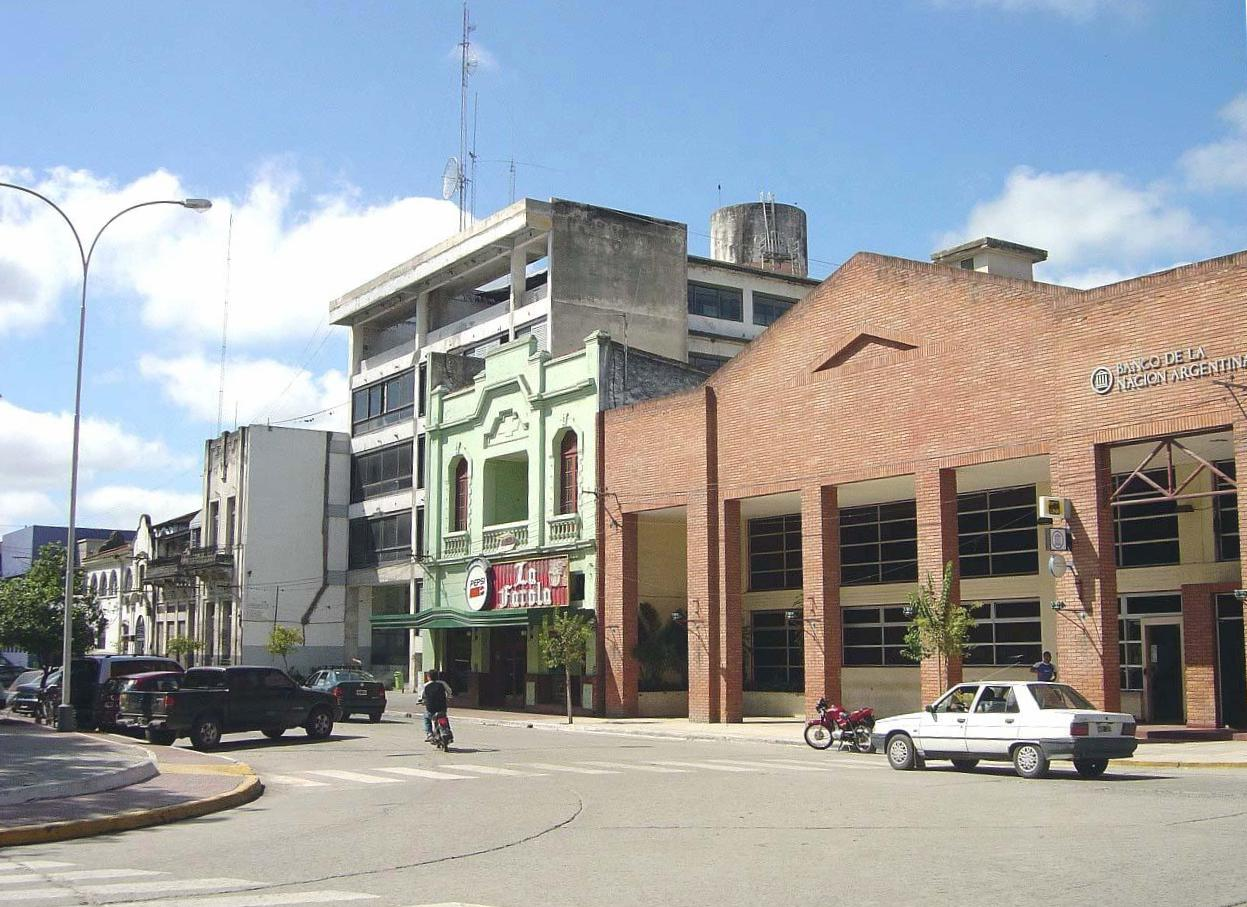